# Xestochironomus latilobus
Xestochironomus latilobus är en tvåvingeart som beskrevs av Art Borkent 1984. Xestochironomus latilobus ingår i släktet Xestochironomus och familjen fjädermyggor. Inga underarter finns listade i Catalogue of Life.